# Obernzell
Obernzell è un comune tedesco di 3 860 abitanti, situato nel land della Baviera.